# Türckische Cammer

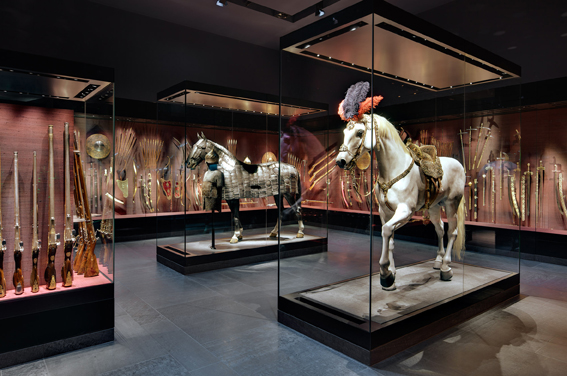
Türckische Cammer: Waffen und Reitzeug

Die Türckische Cammer umfasst den osmanischen Teil der Dresdner Rüstkammer und gehört zu den Staatlichen Kunstsammlungen Dresden. Sie befindet sich im Dresdner Residenzschloss.
In der Türckischen Cammer sammelten die Kurfürsten von Sachsen über einen Zeitraum von mehreren Jahrhunderten orientalische aber auch orientalisierende Kunstwerke meist osmanischer Provenienz. Der Großteil dieser Stücke waren diplomatische Geschenke oder gezielte Ankäufe. Nur ein verhältnismäßig kleiner Teil gelangte als Beute aus diversen Schlachten gegen die Osmanen nach Dresden. Insgesamt verwahrt die Rüstkammer einen Bestand von knapp 1000 Objekten.
Die Türckische Cammer zählt zu den weltweit bedeutendsten Sammlungen osmanischer Kunst.

## Geschichte

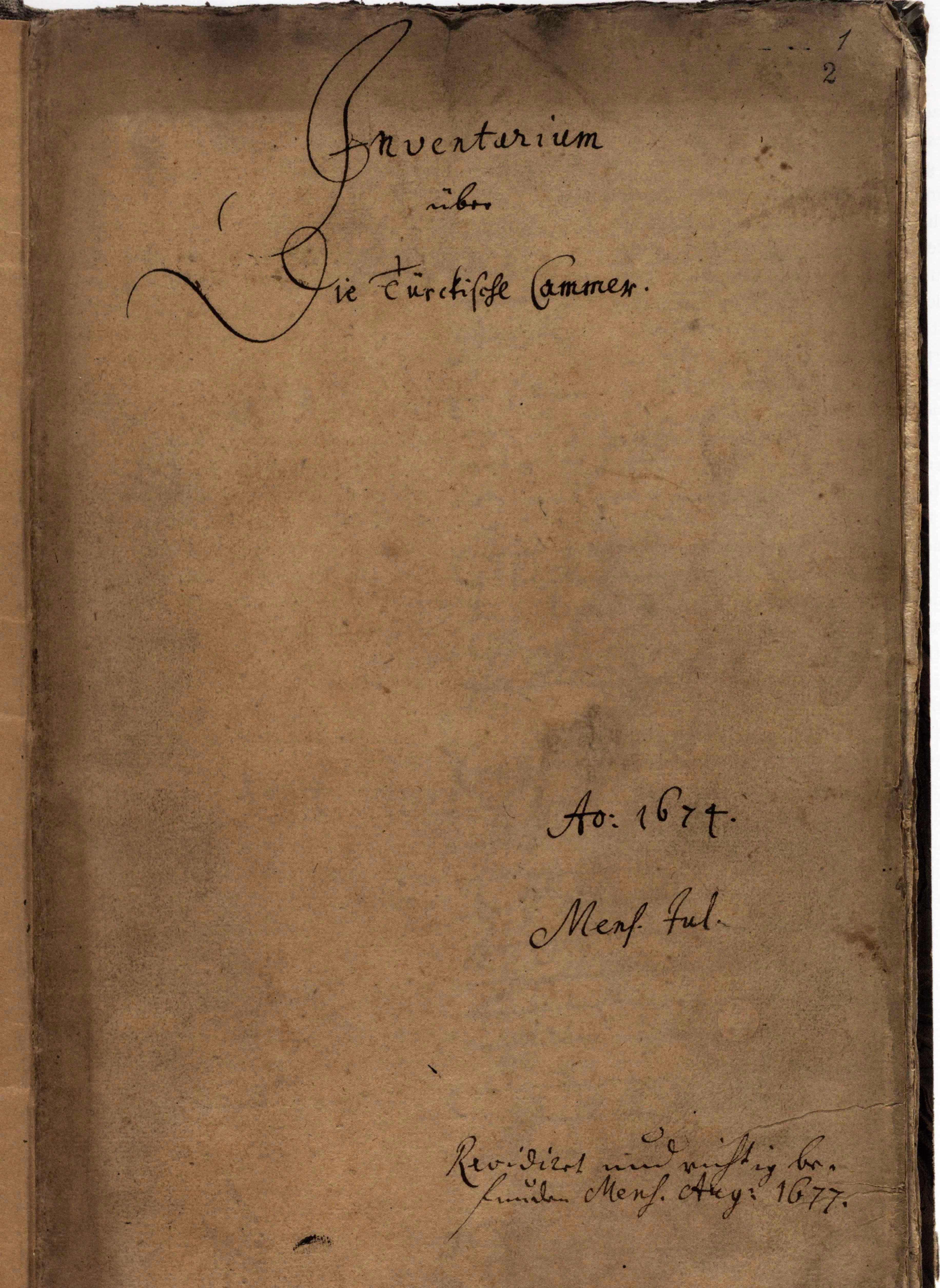
Das erste Inventar von 1674

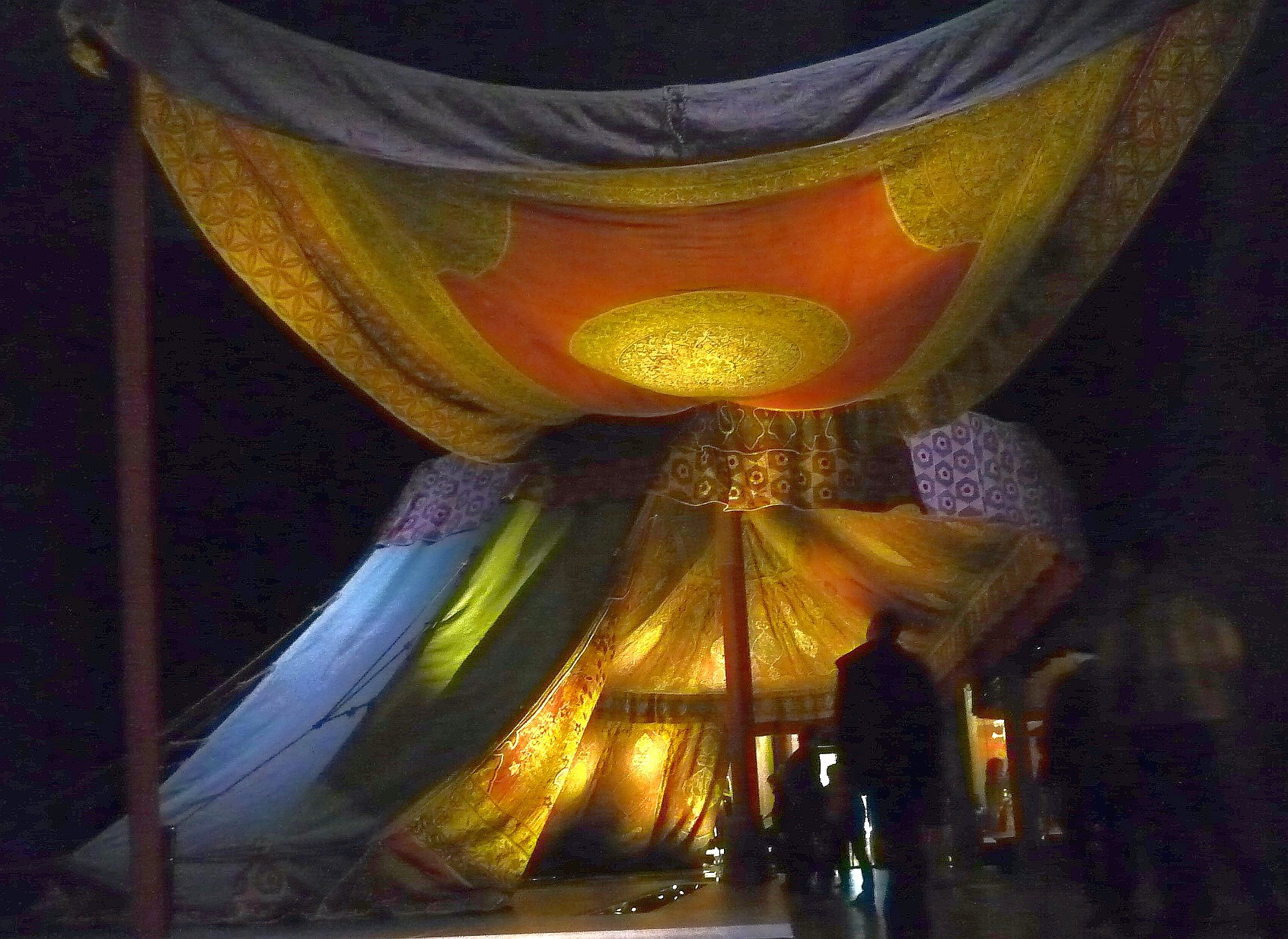
Osmanisches Dreimastzelt, das größte Objekt der Ausstellung

Die Wurzeln der Türckischen Cammer reichen bis in das 16. Jahrhundert zurück, als erste bis heute erhaltene Objekte nach Dresden gelangten. Seit 1591 lässt sich diese Sammlung als eigenständiger Teil der Dresdner Rüstkammer im Stallgebäude (dem heutigen Johanneum) belegen. Der Name Türckische Cammer wurde in dieser Schreibweise erstmals 1615 verwendet. Viele der Objekte, die im Inventar von 1606 bereits 100 Seiten füllten, waren Geschenke hochrangiger Persönlichkeiten. Von besonderer Bedeutung waren die teils prächtig verzierten Geschenke der Kaiser Rudolf II., Matthias und Ferdinand II. (1602, 1617 und 1620).
Das erste eigenständige Inventar der Türckischen Cammer, im Auftrag des sächsischen Kurfürsten Johann Georg II. erstellt und 1677 noch einmal überarbeitet, enthielt damals bereits 385 Gegenstände.
Durch die Türkenkriege in der zweiten Hälfte des 17. Jahrhunderts gelangten auch schlichtere Gebrauchswaffen nach Dresden, die im starken Kontrast zu den sonst meist üppig ausgestatteten Prunkstücken der Sammlung stehen. Im Zuge der Türkenmode erreichte die Türckische Cammer ihren Höhepunkt unter der Regierung Augusts des Starken (1694–1733; Kurfürst Friedrich August I. von Sachsen und König August II. von Polen). Vorrangig diplomatische Geschenke und in Istanbul getätigte Einkäufe ließen den Sammlungsbestand weiter anwachsen. Nach dem Tod Augusts des Starken verlor die Sammlung schnell an Bedeutung. Die permanente Benutzung der Bestände der Türckischen Cammer bei Aufzügen, Festen und Operninszenierungen ließen den Bestand schrumpfen.
Nach der vorübergehenden Unterbringung der Türckischen Cammer und der Rüstkammer in der Geheimen Kriegskanzlei (1722–1832) und im Dresdner Zwinger (1832–1877) war die Sammlung bis 1942 wieder im Dresdner Johanneum ausgestellt. Nach dem Zweiten Weltkrieg wurden nur wenige Stücke der Türckischen Cammer in der ständigen Ausstellung der Rüstkammer (damals Historisches Museum) im Zwinger gezeigt.
Seit dem 6. März 2010 ist eine neue Dauerausstellung der Türckischen Cammer im Dresdner Residenzschloss geöffnet. Der Einzug der verbleibenden Rüstkammer aus dem Zwinger in das Schloss fand im Februar 2013 statt.

## Ausstellung

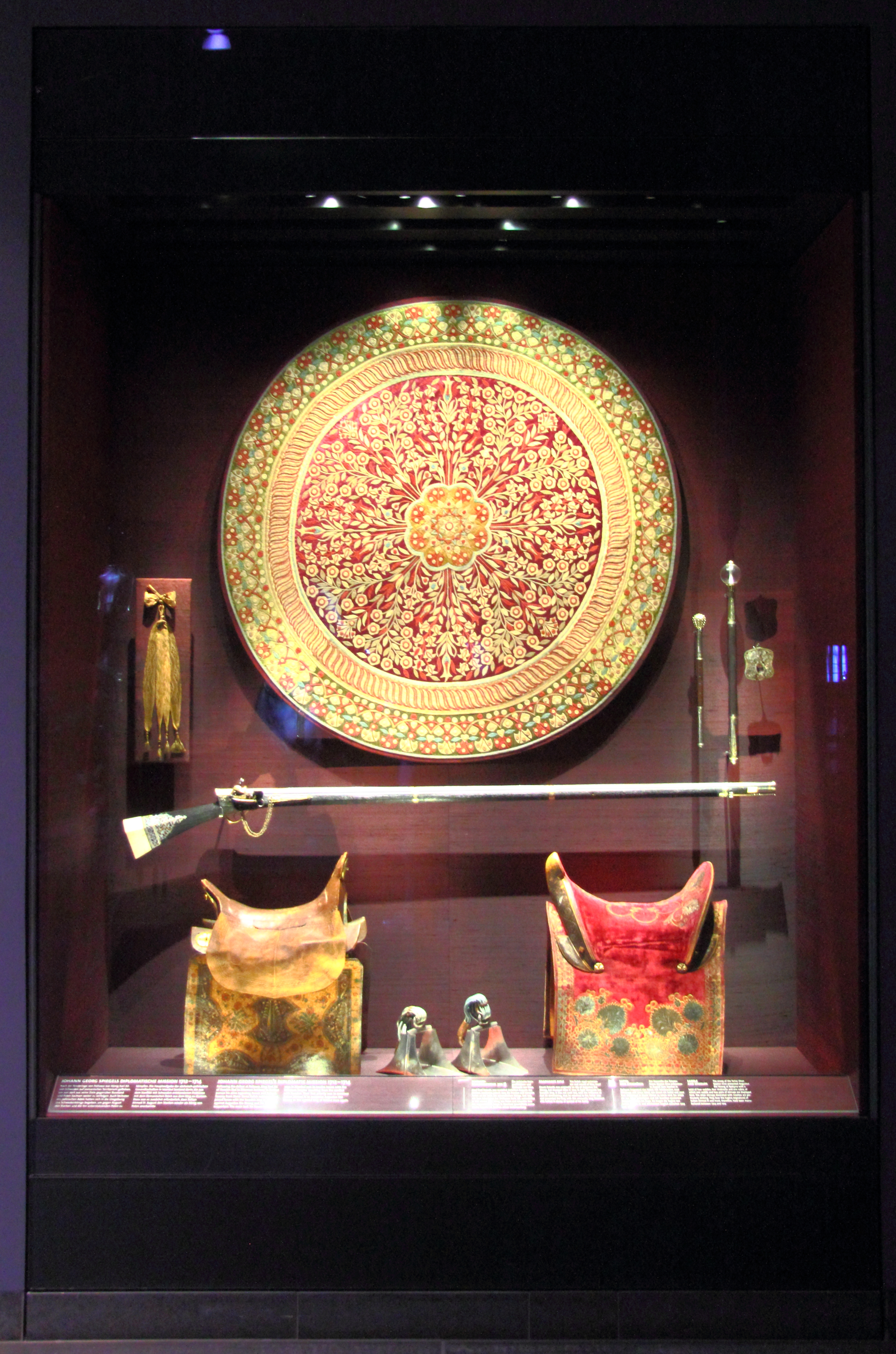
Ausstellung in der Türckischen Cammer
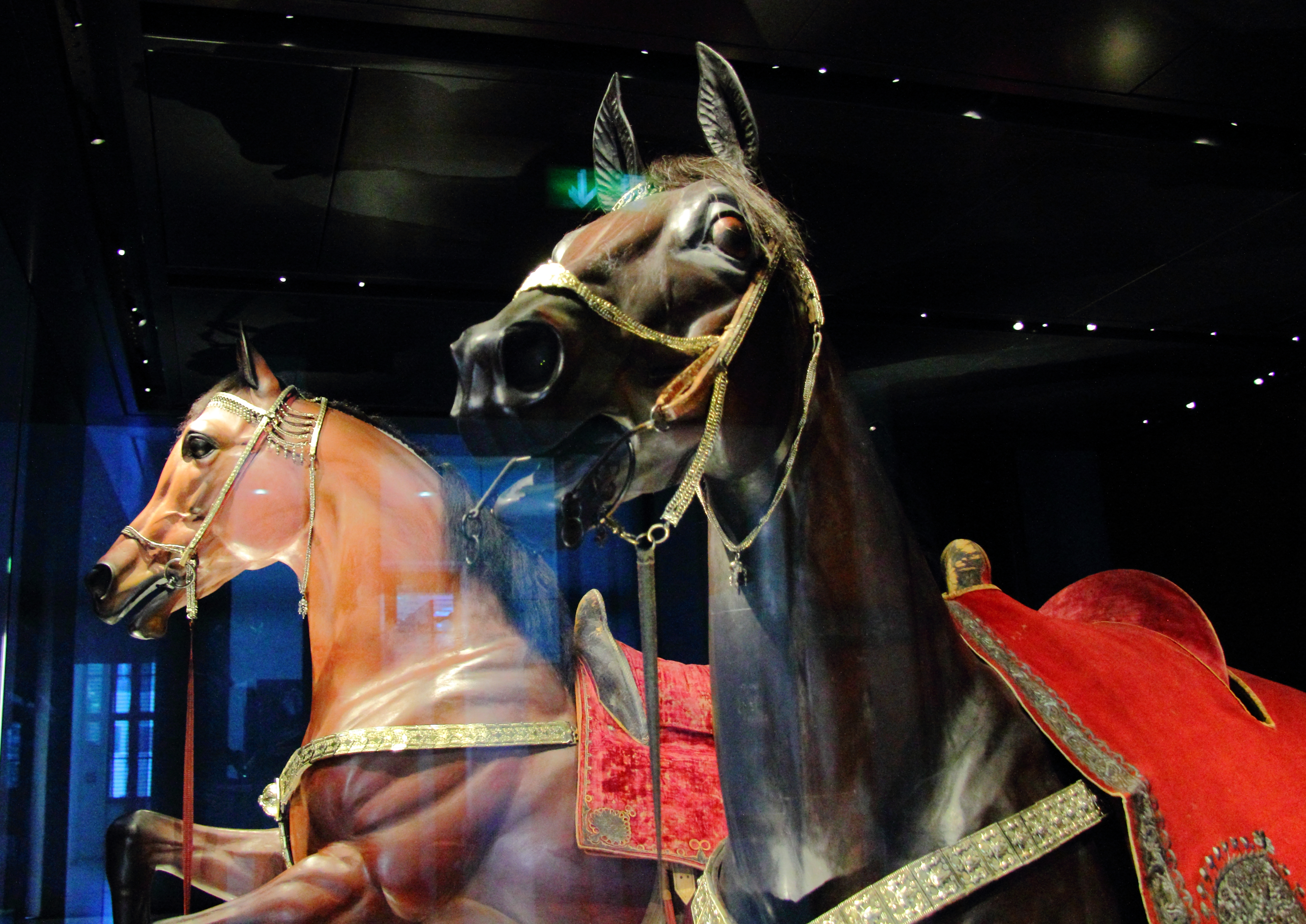
Pferdemodelle mit Ausrüstung
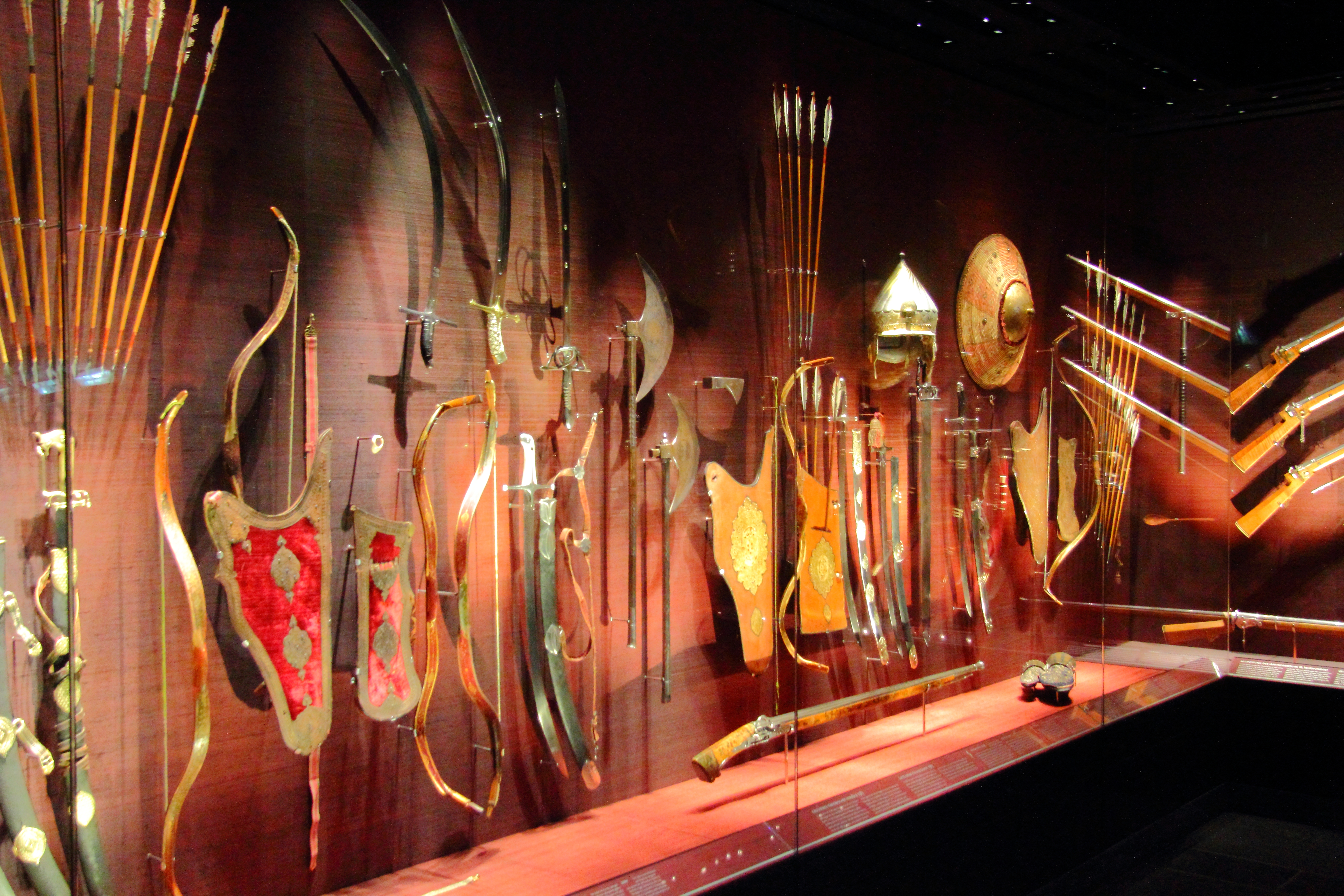
Schutzwaffen, Schusswaffen, Blankwaffen
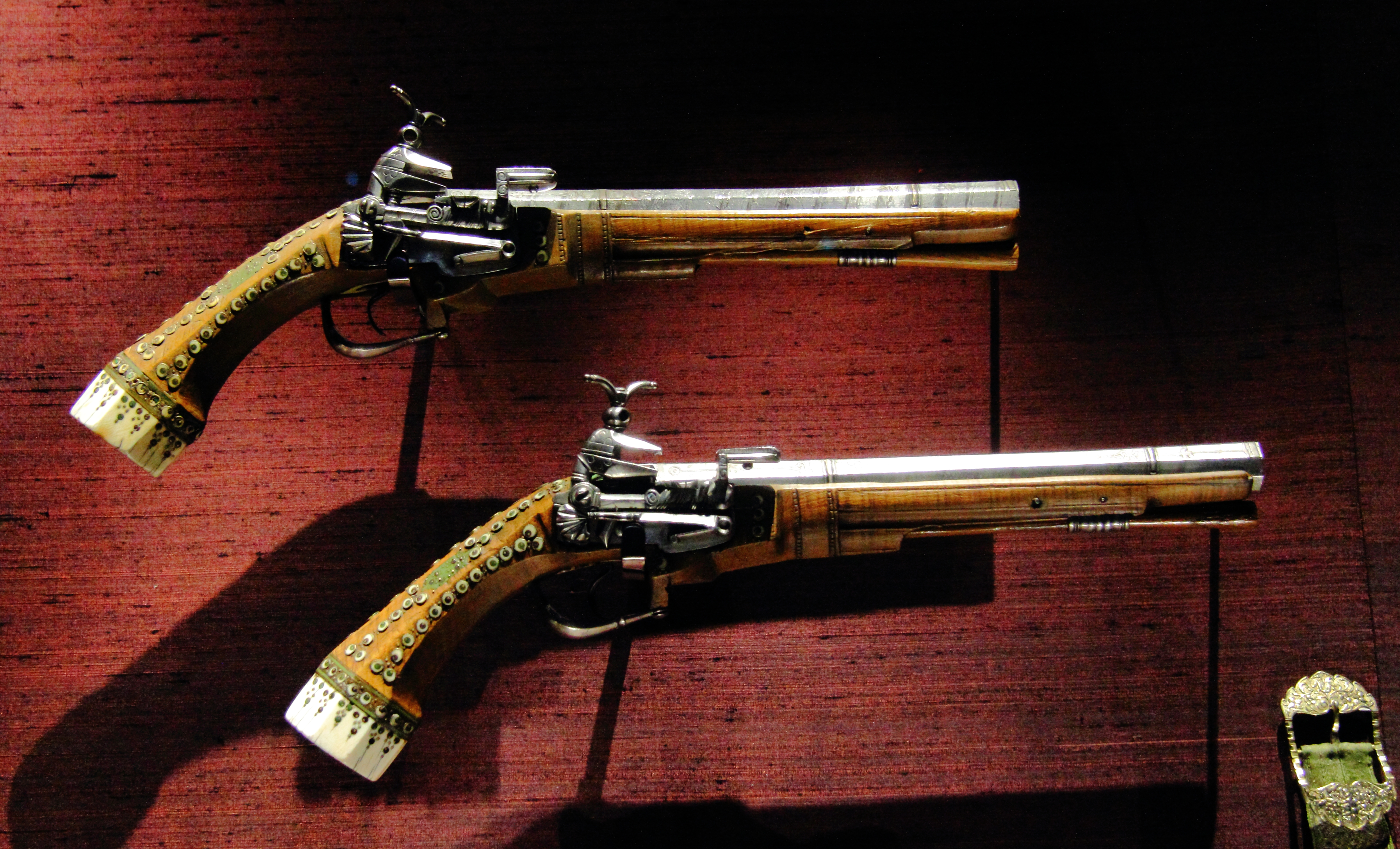
Zwei türkische Pistolen
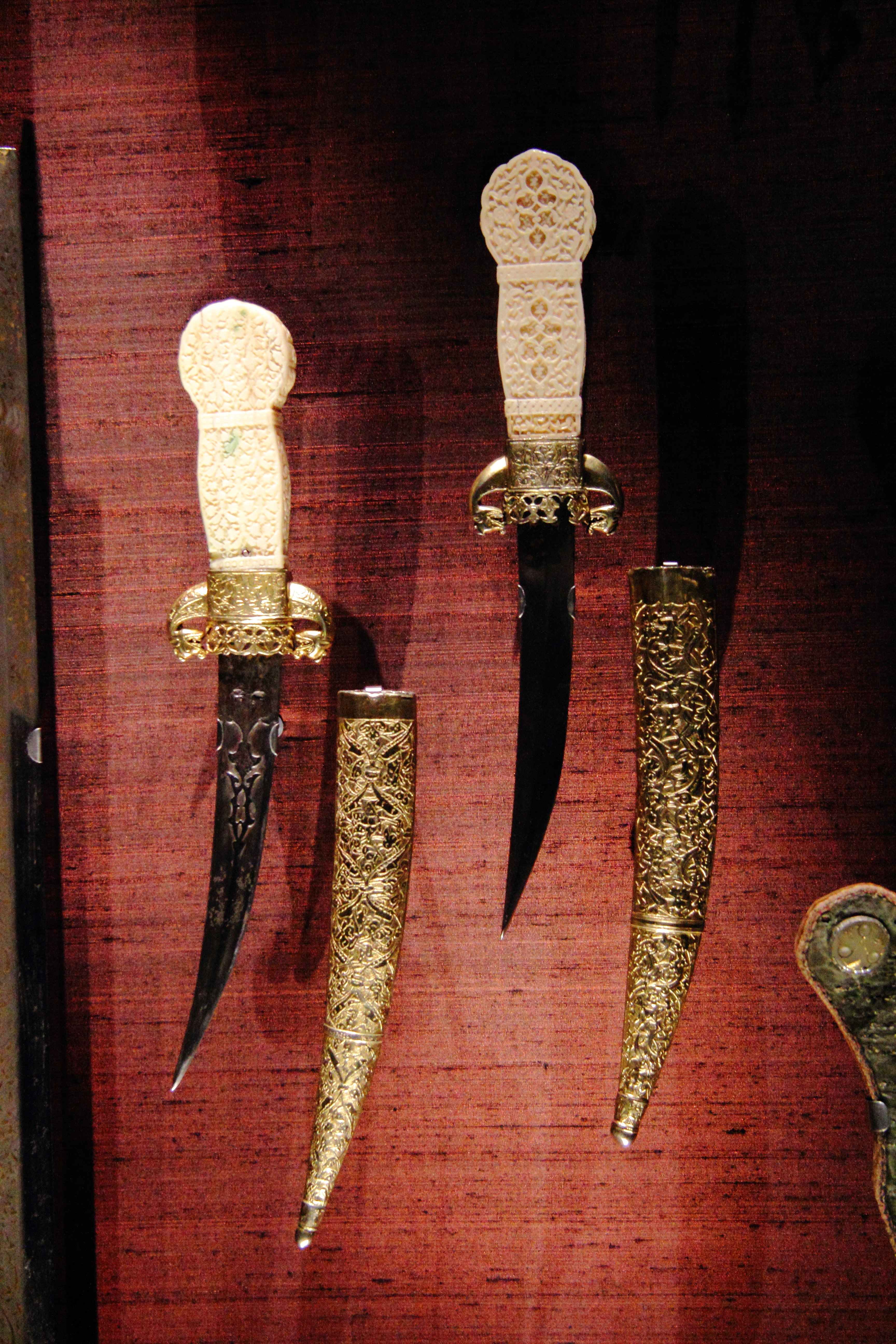
Zwei Krummdolche mit Scheiden

Zu den über 600 Exponate in der Türckischen Cammer zählen acht aus Holz geschnitzte Pferde in Originalgröße. Einmalig sind auch die osmanischen Reflexbögen mit Originalbespannung, deren ältestes Exemplar aus dem Jahr 1586 stammt.
Zu den bedeutendsten Ausstellungsstücken gehört ein 20 Meter langes, 8 Meter breites und 6 Meter hohes osmanisches Dreimastzelt. Es wurde 1729 anlässlich einer Truppenschau mit Feldlager der gesamten 27.000-Mann-starken sächsischen Armee angeschafft, was als Zeithainer Lustlager von 1730 in die Geschichte einging.